# Свень (станция)
Свень — железнодорожная станция линии Брянск — Гомель, расположенная в 13 км к юго-западу от станции Брянск-Орловский на территории Брянского района Брянской области. Обслуживает посёлок Свень-Транспортная, для жителей которого пригородные поезда являются одним из основных средств транспорта.
Расположена на неэлектрифицированном участке линии (до 1996 года по станции курсировали электропоезда до Выгоничей). Первая входная станция на однопутном линейном участке. Количество железнодорожных путей — три. По боковому пути, прилегающему к зданию станции, идут чётные поезда с Гомельской стороны, а по крайнему главному пути с противоположной стороны — нечётные поезда из Брянска. Боковой путь, расположенный посредине, постоянно заставлен порожними грузовыми вагонами, расцепленными посредине для перехода пассажиров на посадочные платформы.
Станция ухоженная и благоустроенная. Здание вокзала и станции совмещенное. Имеются две низкие боковые пассажирские платформы. Обе в хорошем состоянии: асфальтовое покрытие новое, работает ночное освещение. Поезда объявляются по громкой связи.
Ежедневно на станцию прибывают 4 пригородных поезда (автомотрисы), следующих из Брянска через Унечу до Новозыбкова, и 4 с чётной стороны, следующие до Брянска. Ранее курсировали пригородные поезда до/от Злынки и Климова (до 2016, и 2007 года соответственно). Стоянка  — от 1 до 6 минут. Нечётные поезда прибывают со стороны платформы Западный пост; чётные поезда следуют далее через пост Брянск-Южный и Восточный пост (Локомотивное депо).